# ابوالحسن کریمی
ابوالحسن کریمی دره دشتی (۱۳۲۷–۱۳۶۵) سیاستمدار و قاضی ایرانی بود. او در دهه ۱۳۶۰ به مدت بیش از سه سال دادستان کل انقلاب اسلامی گیلان و فرماندار لاهیجان بود.
کریمی در سال ۱۳۲۷ هجری شمسی در شهرستان لاهیجان متولد شد. او در کودکی لاغر و ضعیف‌الجثه بود و نسبت به همسالان خود ظاهر متفاوتی داشت.
در سال ۱۳۴۶ دیپلم ریاضی گرفت و در همان سال به دانشگاه تهران راه یافت و تحصیل در رشته اقتصاد را شروع کرد. وی در اواخر سال ۱۳۴۶ به علت شرکت در تظاهرات تشیع جنازه غلامرضا تختی دستگیر و چند ماه در زندان قزل قلعه زندانی شد. وی در سال ۱۳۵۰ به علت فعالیت علیه جشنهای ۲۵۰۰ ساله شاهنشاهی و پخش اعلامیه‌های خمینی بین دانشجویان در خوابگاه امیرآباد تهران دستگیر و بار دیگر زندانی شد. او طی تحصیل در دانشگاه در جلسات تفسیر قرآن سید محمود طالقانی در مسجد هدایت شرکت می‌کرد. بعدها مدتی در مدرسه علمیه حقانی قم زبان انگلیسی تدریس می‌کرد.
در اردیبهشت سال ۱۳۵۷ به دلیل رهبری اعتراضات مردم گیلان دستگیر و در زندان رشت زندانی و در آبان ماه همان سال آزاد شد. او در نزد اساتید علمیه قم از علوم عربی و منطق، تا سطح رسایل و مکاسب تحصیل کرده بود. کریمی از سوی شورای انقلاب اسلامی شهرستان لاهیجان به عنوان فرماندار به استانداری گیلان پیشنهاد شد و پس از تصویب استانداری و وزارت کشور، مسئولیت فرمانداری شهرستان لاهیجان را با بخش‌های تابعه سیاهکل و آستانه اشرفیه و بندر کیاشهر عهده‌دار شد. با کنار رفتن دولت موقت و در دولت شورای انقلاب حبیب داوران استاندار گیلان بر کنار شد. سپس وزیر کشور وقت هاشمی رفسنجانی، علی انصاری به عنوان استاندار جدید استان منصوب کرد. کریمی در اسفند ۱۳۵۸ با تقاضا و پیشنهاد انصاری و تعدادی از مسئولین ارگان‌های انقلابی، با حفظ سمت فرمانداری از سوی قدوسی به سمت دادستان کل انقلاب استان گیلان انتخاب شد. کریمی کاندیدای حزب جمهوری اسلامی در  انتخابات اولین دوره مجلس شورای اسلامی از لاهیجان بود. او در اسفند سال ۶۰ از دادستانی گیلان و در پائیز ۶۱ از دادستانی لاهیجان برکنار شد. کریمی اندکی در دانشگاه گیلان معارف اسلامی تدریس کرد تا اینکه در اواخر ۱۳۶۲ به حوزه علمیه قم رفت. وی با شکایت عده‌ای به اتهام مباشرت در تقسیم اراضی متروکه بزرگ مالکان از حوزه علیمه قم به دادسرای عمومی تهران احضار شد. به حکم دادسرا کریمی در زندان عمومی قصر بازداشت شد.
کریمی در غروب۱۳ فروردین ۱۳۶۵ ترور شد. رئیس‌جمهور وقت سید علی خامنه‌ای در پیامی ترور او را تسلیت گفت.
کتاب سردار حزب‌الله گیلان نوشتهٔ عباس آقایی جیرهنده و فاطمه رستمی چاپ انتشارات مرکز اسناد انقلاب اسلامی به زندگی کریمی می‌پردازد.